# Campeonato Mundial de Natação em Piscina Curta de 2022 - 50 m costas feminino
A prova dos 50 metros nado costas feminino do Campeonato Mundial de Natação em Piscina Curta de 2022 foi disputada entre os dias 15 e 16 de dezembro de 2022, no Melbourne Sports and Aquatics Centre, em Melbourne, na Austrália.

## Recordes
Antes desta competição, os recordes mundiais e do campeonato nesta prova eram os seguintes:
|                       | Nome            | Nacionalidade | Tempo | Local     | Data                   |
| --------------------- | --------------- | ------------- | ----- | --------- | ---------------------- |
| Recorde mundial       | Maggie Mac Neil | Canadá        | 25.27 | Abu Dhabi | 20 de dezembro de 2021 |
| Recorde do campeonato | Maggie Mac Neil | Canadá        | 25.27 | Abu Dhabi | 20 de dezembro de 2021 |

Os seguintes recordes mundiais ou do campeonato foram estabelecidos durante esta competição:
| Data           | Evento | Nome            | Nacionalidade | Tempo | Notas |
| -------------- | ------ | --------------- | ------------- | ----- | ----- |
| 16 de dezembro | Final  | Maggie Mac Neil | Canadá        | 25.25 | ,     |

## Medalhistas
| Ouro                  | Prata               | Bronze                   |
| Maggie Mac Neil (CAN) | Claire Curzan (USA) | Mollie O'Callaghan (AUS) |

## Cronograma
Todos os horários são locais (UTC+11). 
| Data           | Hora  | Evento        |
| -------------- | ----- | ------------- |
| 15 de dezembro | 11:05 | Eliminatórias |
| 15 de dezembro | 19:48 | Semifinal     |
| 16 de dezembro | 22:06 | Final         |

## Resultados

### Eliminatórias
As eliminatórias ocorreram no dia 15 de dezembro com início às 11:05.
| Colocação | Bateria | Raia | Nadadora                    | Nacionalidade          | Tempo | Notas            |
| --------- | ------- | ---- | --------------------------- | ---------------------- | ----- | ---------------- |
| 1         | 7       | 6    | Julie Kepp Jensen           | Dinamarca              | 25.85 | Q,               |
| 2         | 6       | 4    | Kylie Masse                 | Canadá                 | 25.94 | Q                |
| 3         | 7       | 7    | Mollie O'Callaghan          | Austrália              | 25.99 | Q                |
| 4         | 4       | 5    | Claire Curzan               | Estados Unidos         | 26.07 | Q                |
| 4         | 6       | 2    | Hanna Rosvall               | Suécia                 | 26.07 | Q                |
| 4         | 7       | 5    | Louise Hansson              | Suécia                 | 26.07 | Q                |
| 7         | 5       | 4    | Kira Toussaint              | Países Baixos          | 26.09 | Q                |
| 7         | 7       | 4    | Maggie Mac Neil             | Canadá                 | 26.09 | Q                |
| 9         | 7       | 2    | Simona Kubová               | Chéquia                | 26.17 | Q,               |
| 10        | 6       | 6    | Kaylee McKeown              | Austrália              | 26.24 | Q                |
| 11        | 5       | 5    | Maaike de Waard             | Países Baixos          | 26.32 | Q                |
| 12        | 6       | 3    | Wan Letian                  | China                  | 26.38 | Q                |
| 13        | 5       | 3    | Silvia Scalia               | Itália                 | 26.40 | Q                |
| 14        | 5       | 6    | Mary-Ambre Moluh            | França                 | 26.45 | Q                |
| 15        | 4       | 4    | Erika Brown                 | Estados Unidos         | 26.50 | Q                |
| 16        | 6       | 5    | Analia Pigrée               | França                 | 26.54 | Q                |
| 17        | 6       | 8    | Medi Harris                 | Reino Unido            | 26.68 |                  |
| 18        | 4       | 2    | Kim San-ha                  | Coreia do Sul          | 26.70 | Recorde nacional |
| 19        | 6       | 7    | Miki Takahashi              | Japão                  | 26.77 |                  |
| 19        | 7       | 1    | Adela Piskorska             | Polónia                | 26.77 |                  |
| 21        | 7       | 3    | Caroline Pilhatsch          | Áustria                | 26.81 |                  |
| 22        | 5       | 7    | Peng Xuwei                  | China                  | 26.99 |                  |
| 23        | 6       | 1    | Andrea Berrino              | Argentina              | 27.15 |                  |
| 24        | 3       | 6    | Miranda Grana               | México                 | 27.17 |                  |
| 25        | 5       | 2    | Ingeborg Løyning            | Noruega                | 27.20 |                  |
| 26        | 4       | 6    | Margherita Panziera         | Itália                 | 27.30 |                  |
| 26        | 7       | 8    | Stephanie Au                | Hong Kong              | 27.30 |                  |
| 28        | 5       | 1    | Emma Godwin                 | Nova Zelândia          | 27.37 |                  |
| 29        | 3       | 7    | Abril Aunchayna             | Uruguai                | 28.06 |                  |
| 29        | 4       | 3    | Alexia Sotomayor            | Peru                   | 28.06 | Recorde nacional |
| 31        | 4       | 1    | Milla Drakopoulos           | África do Sul          | 28.08 |                  |
| 31        | 5       | 8    | Chloe Isleta                | Filipinas              | 28.08 |                  |
| 33        | 4       | 8    | Teresa Ivanová              | Eslováquia             | 28.29 |                  |
| 34        | 3       | 4    | Amani Al-Obaidli            | Bahrein                | 28.76 |                  |
| 35        | 3       | 5    | Donata Katai                | Zimbabwe               | 28.83 |                  |
| 36        | 3       | 3    | Carolina Cermelli           | Panamá                 | 29.00 | Recorde nacional |
| 37        | 4       | 7    | Marie Khoury                | Líbano                 | 29.35 |                  |
| 38        | 2       | 4    | Enkh-Amgalangiin Ariuntamir | Mongólia               | 29.68 | Recorde nacional |
| 39        | 3       | 2    | Nubia Adjei                 | Gana                   | 29.96 | Recorde nacional |
| 40        | 3       | 1    | Salome Nikolaishvili        | Geórgia                | 30.11 |                  |
| 41        | 2       | 8    | Cheang Weng Lam             | Macau                  | 30.24 |                  |
| 42        | 1       | 3    | Idealy Tendrinavalona       | Madagáscar             | 32.19 |                  |
| 43        | 2       | 1    | Naya Hughes                 | Botswana               | 32.20 |                  |
| 44        | 2       | 6    | Ria Save                    | Tanzânia               | 32.90 |                  |
| 45        | 2       | 2    | Aishath Sausan              | Maldivas               | 33.10 |                  |
| 46        | 2       | 3    | Shoko Litulumar             | Marianas Setentrionais | 33.86 |                  |
| 47        | 2       | 5    | Noelani Day                 | Tonga                  | 33.92 |                  |
| 48        | 2       | 7    | Kayla Hepler                | Ilhas Marshall         | 33.99 |                  |
| 49        | 1       | 5    | Rosha Neupane               | Nepal                  | 35.28 |                  |
| 50        | 1       | 4    | Raya Young                  | Essuatíni              | 35.86 |                  |
| 51        | 3       | 8    | Ganga Senavirathne          | Sri Lanka              | DNS   | DNS              |

### Semifinal
A semifinal ocorreu no dia 15 de dezembro com início às 19:48.
| Colocação | Bateria | Raia | Nadadora           | Nacionalidade  | Tempo | Notas |
| --------- | ------- | ---- | ------------------ | -------------- | ----- | ----- |
| 1         | 1       | 5    | Claire Curzan      | Estados Unidos | 25.60 | Q,    |
| 2         | 1       | 6    | Maggie Mac Neil    | Canadá         | 25.64 | Q     |
| 3         | 2       | 5    | Mollie O'Callaghan | Austrália      | 25.69 | Q,    |
| 4         | 1       | 4    | Kylie Masse        | Canadá         | 25.97 | Q     |
| 5         | 1       | 3    | Louise Hansson     | Suécia         | 25.99 | Q     |
| 6         | 2       | 3    | Hanna Rosvall      | Suécia         | 26.01 | Q     |
| 7         | 2       | 4    | Julie Kepp Jensen  | Dinamarca      | 26.02 | Q     |
| 7         | 2       | 7    | Maaike de Waard    | Países Baixos  | 26.02 | Q     |
| 9         | 1       | 2    | Kaylee McKeown     | Austrália      | 26.09 |       |
| 10        | 2       | 6    | Kira Toussaint     | Países Baixos  | 26.17 |       |
| 11        | 1       | 1    | Analia Pigrée      | França         | 26.26 |       |
| 12        | 2       | 2    | Simona Kubová      | Chéquia        | 26.32 |       |
| 13        | 2       | 1    | Silvia Scalia      | Itália         | 26.39 |       |
| 14        | 1       | 7    | Wan Letian         | China          | 26.48 |       |
| 15        | 1       | 1    | Mary-Ambre Moluh   | França         | 26.54 |       |
| 16        | 2       | 8    | Erika Brown        | Estados Unidos | 26.56 |       |

### Final
A final foi realizada no dia 16 de dezembro com início às 20:06.
| Colocação         | Raia | Nadadora           | Nacionalidade  | Tempo | Notas              |
| ----------------- | ---- | ------------------ | -------------- | ----- | ------------------ |
| Medalha de ouro   | 5    | Maggie Mac Neil    | Canadá         | 25.25 | Recorde mundial    |
| Medalha de prata  | 4    | Claire Curzan      | Estados Unidos | 25.54 | Recorde nacional   |
| Medalha de bronze | 3    | Mollie O'Callaghan | Austrália      | 25.61 | Recorde da Oceania |
| 4                 | 6    | Kylie Masse        | Canadá         | 25.81 |                    |
| 5                 | 2    | Louise Hansson     | Suécia         | 26.00 |                    |
| 6                 | 7    | Hanna Rosvall      | Suécia         | 26.05 |                    |
| 7                 | 1    | Julie Kepp Jensen  | Dinamarca      | 26.14 |                    |
| 8                 | 8    | Maaike de Waard    | Países Baixos  | 26.16 |                    |

Legenda
| Recorde mundial       | Recorde mundial (World record)               |                       | Recorde africano                      | Recorde africano (African) |                                           | Q | Classificado por posição (Qualified) |
| Recorde do campeonato | Recorde do campeonato (Championship record)  | Recorde da América    | Recorde da América (Americas)         | q                          | Classificado por melhor tempo (Qualified) |   |                                      |
| Melhor marca do ano   | Melhor marca do ano (World leading)          | Recorde asiático      | Recorde asiático (Asian)              | DNS                        | Não largou (Did not start)                |   |                                      |
| Recorde nacional      | Recorde nacional (National record)           | Recorde europeu       | Recorde europeu (European)            | DNF                        | Não terminou (Did not finish)             |   |                                      |
| Recorde pessoal       | Recorde pessoal do atleta (Personal best)    | Recorde da Oceania    | Recorde da Oceania (Oceania)          | DSQ / DQ                   | Desclassificado (Disqualified)            |   |                                      |
| Recorde da temporada  | Recorde da temporada do atleta (Season best) | Recorde sul-americano | Recorde sul-americano (South America) | NM                         | Sem marca (No mark)                       |   |                                      |